# Daniel Bartl
Daniel Bartl (5 luglio 1989) è un calciatore ceco, centrocampista o difensore dell'Odra Petřkovice.

## Caratteristiche tecniche
Esterno destro, può giocare come terzino su entrambe le fasce.

## Palmarès

### Club

#### Competizioni nazionali
- I liga: 1

Raków Częstochowa: 2018-2019
- Coppa di Polonia: 1

Raków Częstochowa: 2020-2021
- Supercoppa di Polonia: 1

Raków Częstochowa: 2021
- Fotbalová národní liga: 1

Karviná: 2022-2023